# Jorg Christian Salzmann

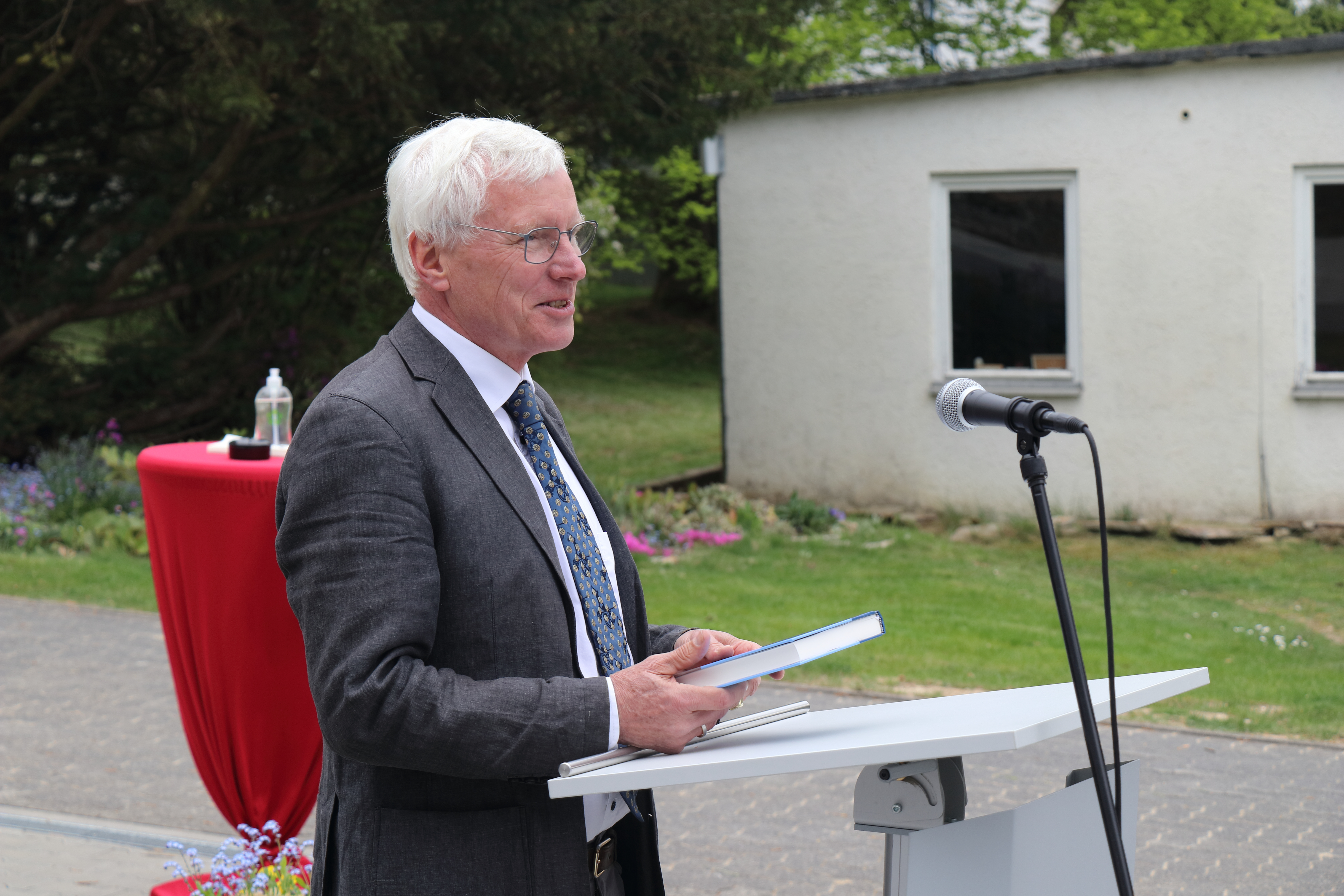
Jorg Christian Salzmann 2022

Jorg Christian Salzmann (* 3. Februar 1956 in Osnabrück) ist ein deutscher lutherischer Theologe der Selbständigen Evangelisch-Lutherischen Kirche (SELK).

## Wirken
Salzmann wurde als Sohn von Christian Salzmann und dessen Frau Christiane geboren. Er studierte evangelische Theologie in St Andrews, an der Lutherischen Theologischen Hochschule (LThH) Oberursel der SELK, an der Universität Göttingen und der Universität Tübingen, wo er 1990 promoviert wurde. Er war wissenschaftlicher Mitarbeiter (1983–1988) für Kirchengeschichte und patristische Theologie in Göttingen und Pfarrer (1990–1997) in Kassel.
Von 1992 bis 1997 hatte er einen Lehrauftrag an der LThH Oberursel inne, wo er von 1997 bis 2005 als Professor für Altes Testament und ab 2005 als Professor für Neues Testament lehrte. Seine Forschungsschwerpunkte waren der frühchristliche Gottesdienst, das Verhältnis von Altem und Neuem Testament sowie die Schriftauslegung in der Alten Kirche. Darüber hinaus war er Vorsitzender der Theologischen Kommission der SELK und Vorsitzender der Jury des Hermann-Sasse-Preises.
Seine Emeritierung erfolgte mit Wirkung vom 1. Januar 2021. Aus diesem Anlass wurde ihm 2022 die im Verlagsprogramm der Wissenschaftlichen Buchgesellschaft Darmstadt erschienene Festschrift Gottes Wort und Gottes Dienst überreicht, herausgegeben von seinen Oberurseler Kollegen Christoph Barnbrock und Gilberto da Silva.
Auch im Ruhestand ist Salzmann (ehrenamtlich) aktiv, so als Präses der 15. Kirchensynode (2023–2026) der SELK und durch die Übernahme von Vertretungs-Gottesdiensten.

## Persönliches
Jorg Christian Salzmann ist verheiratet und hat drei Kinder. Er lebt im Ruhestand in Wrestedt-Wieren (Kreis Uelzen).

## Schriften (Auswahl)
- Lehren und Ermahnen. Zur Geschichte des christlichen Wortgottesdienstes in den ersten drei Jahrhunderten (= Wissenschaftliche Untersuchungen zum Neuen Testament. Reihe 2. Band 59). Mohr, Tübingen 1994, ISBN 3-16-145971-7 (zugleich Dissertation, Tübingen 1990).
- Das alte Testament als Bibel der Christen (= Oberurseler Hefte. Heft 53). Lutherische Theologische Hochschule, Oberursel 2014, ISBN 978-3-921613-54-2.
- als Hrsg. mit Stefanie Frost, Ute Mennecke: Streit um die Wahrheit. Kirchengeschichtsschreibung und Theologie (= Kontexte. Band 44). Edition Ruprecht, Göttingen 2014, ISBN 3-8469-0165-2.
- als Hrsg. mit Achim Behrens: Listening to the Word of God. Exegetical Approaches (= Oberurseler Hefte. Ergänzungsband 16). Edition Ruprecht, Göttingen 2016, ISBN 3-8469-0197-0.
- Was ist neu am Neuen Testament?, in: Lutherische Theologie und Kirche 47 (2023), S. 83–93, ISSN 0170-3846 (= Abschiedsvorlesung anlässlich der Emeritierung, gehalten am 16. Juli 2021)